# George Gervin
George "Iceman" Gervin, född 27 april 1952 i Detroit i Michigan, är en amerikansk före detta basketspelare (shooting guard/small forward). Han spelade både i American Basketball Association (ABA) och National Basketball Association (NBA), för lagen Virginia Squires (ABA), San Antonio Spurs (ABA och NBA) och Chicago Bulls (NBA). 
Hans son Gee Gervin har spelat i Norrköping Dolphins.